# ジャンルカ・カシオーリ
ジャンルカ・カシオーリ(Gianluca Cascioli, 1979年7月17日 - )はイタリア出身のクラシック音楽のピアニスト、作曲家。

## 経歴
イタリアのトリノに生まれる。8歳から正式にピアノを習い始め、1991年にイモラ国際ピアノアカデミーでフランコ・スカラにピアノを、またピアノの音楽史をピエロ・ラッタリーノに師事。同時にジュゼッペ・ヴェルディ音楽院では作曲と電子音楽を学ぶ。
1992年、ミラノのディノ・チアーニ国際ピアノコンクールのジュニア部門で1位に入賞。1994年にはマウリツィオ・ポリーニやルチアーノ・ベリオ、ブルーノ・カニーノ、エリオット・カーターらが審査員を務める第1回ウンベルト・ミケーリ国際ピアノコンクールで優勝し、国際的な注目を集める。優勝後、ベルリン・フィルハーモニー管弦楽団などヨーロッパの主要なオーケストラから出演依頼が殺到し、クラウディオ・アバド、リッカルド・ムーティ、ネヴィル・マリナー、ロリン・マゼール、ズビン・メータ、ヴァレリー・ゲルギエフ、ユーリ・テミルカーノフ、チョン・ミョンフンらの著名な指揮者らと共演を果たす。
作曲をアルベルト・コッラに師事し、作曲家としてICOMS国際作曲コンクールで優勝した。その後、デュエ・アゴースト・国際作曲コンコルソ特別賞、Francesco Agnello 国内作曲コンコルソ第一位(2012)、などの受賞歴に輝いた。
2019年現在はUniversal Musicに所属して、ドイツ・グラモフォンから自作もリリースしている。

## ディスコグラフィー

### ソロアルバム
- Gianluca Cascioli in Recital 1997 DG
- Gianluca Cascioli Ancore 1997 DG
- Beethoven Variations 1999 DG
- Chopin 4 Scherzi 2005 Decca
- Beethoven Piano Sonatas, Eroica Variations 2008 Decca
- Debussy 2012 Decca
- Mozart Piano Sonatas 2015 DG (Universal Music Italia)
- 900 (Austria - Germany) 2016 DG (Universal Music Italia)
- Beethoven Piano Sonatas Nos. 24, 26 & 29 2017 DG (Universal Music Italia)
- Cascioli Plays Cascioli 2018 DG (Universal Music Italia)

### 室内楽アルバム
- Beethoven, Sonatas for violin and piano - Sayaka Shoji, violin; DG (Universal Music Italia, 3CD)
- Cascioli, Cello Works - Enrico Bronzi, violoncello; Universal Music Italia Srl